# Sestao River Club
Sestao River Club – hiszpański klub piłkarski, grający w Segunda División B, mający siedzibę w mieście Sestao.

## Sezony
| Sezon   | Liga     | Miejsce | Puchar Króla |
| ------- | -------- | ------- | ------------ |
| 1996/97 | Regional | -       |              |
| 1997/98 | Regional | -       |              |
| 1998/99 | Regional | -       |              |
| 1999/00 | 3ª       | 6.      |              |
| 2000/01 | 3ª       | 3.      |              |
| 2001/02 | 3ª       | 2.      |              |
| 2002/03 | 3ª       | 8.      |              |
| 2003/04 | 3ª       | 1.      |              |
| 2004/05 | 2ªB      | 18.     | I runda      |
| 2005/06 | 3ª       | 1.      |              |

| Sezon   | Liga | Miejsce | Puchar Króla |
| ------- | ---- | ------- | ------------ |
| 2006/07 | 2ªB  | 5.      | I runda      |
| 2007/08 | 2ªB  | 10.     | I runda      |
| 2008/09 | 2ªB  | 15.     |              |
| 2009/10 | 2ªB  | 17.     |              |
| 2010/11 | 3ª   | 3.      |              |
| 2011/12 | 2ªB  | 10.     |              |
| 2012/13 | 2ªB  | 12.     |              |
| 2013/14 | 2ªB  | 1.      |              |
| 2014/15 | 2ªB  | 13.     | I runda      |
| 2015/16 | 2ªB  | 6.      |              |

- 11 sezonów w Segunda División B
- 7 sezony w Tercera División

## Byli piłkarze
- Gaizka Toquero
- Ibón Larrazábal
- Ibai Gómez
- Josu Hernáez